# Čierne Pole
Čierne Pole este o comună slovacă, aflată în districtul Michalovce din regiunea Košice. Localitatea se află la altitudinea de 108 m deasupra n.m., se întinde pe o suprafață de 5,17 km2 și în 2017 număra 294 de locuitori. Se învecinează cu Pavlovce nad Uhom, Veľké Kapušany și Krišovská Liesková.

## Istoric
Localitatea Čierne Pole este atestată documentar din 1422.

## Demografie
| An:                | 1994 | 2004   | 2014   | 2024   |
| ------------------ | ---- | ------ | ------ | ------ |
| Număr de persoane: | 300  | 307    | 282    | 307    |
| Diferență:         |      | +2,33% | −8,14% | +8,86% |

| An:                | 2023 | 2024   |
| ------------------ | ---- | ------ |
| Număr de persoane: | 324  | 307    |
| Diferență:         |      | −5,24% |